# کومو، ایلینوی
کومو (به انگلیسی: Como) یک منطقهٔ مسکونی در ایالات متحده آمریکا است که در شهرستان وایتساید، ایلینوی واقع شده‌است. کومو ۵۶۷ نفر جمعیت دارد و ۱۹۲٫۰۳ متر بالاتر از سطح دریا واقع شده‌است.